# Yavajetia
Yavaketia (en georgiano: ჯავახეთი; en armenio: Ջավախք) es una región histórica montañosa en el sur de Georgia. Se sitúa en la zona alrededor del lago Paravani, cuyo territorio correspondía al de los actuales municipios de Ajalkalaki y Ninotsminda en la región de Mesjetia-Yavajetia y en el distrito de Posof de la provincia de Ardahan (Turquía). Su capital histórica es Ajalkalaki.

## Etimología
El nombre Yavajetia consiste en la raíz yavaj con el sufijo georgiano -eti, que se encuentra comúnmente en los nombres de países y regiones. Yavajetia significa la tierra de los yavajios (un subgrupo étnico de georgianos). Se cree que la primera mención del nombre data del 785 a. C., en las inscripciones del rey urartiano Argishti I, como Zabaja.

## Historia
Yavajetia y la comarca adjunta de la Calarzene (Klaryetia) fue un principado georgiano del suroeste de Kartli (entonces reino de Iberia). Cuando el Imperio Sasánida suprimió la realeza ibera en 580 fueron gobernadas por una rama de la dinastía cosroida de Iberia surgida (verso 534) de León, un hijo de Vajtang I Gorgasal y de su segunda esposa bizantina Helena. Modernamente se le ha dado el nombre de dinastía Guarámida .
Los dos principados (Yavajetia y Calarzene o Klaryetia, fueron adquiridos hacia el 780 por el príncipe bagràtida armenio Adarnases Y de resultas del matrimonio de su padre Vasak Bagratuni con una hija del príncipe Guaram III de Iberia, príncipe de Yavajetia y Calarzene.

### SiglosXXyXXI
La región vuelve a tomar importancia después de la revolución rusa, cuando la República Democrática de Armenia y la República Democrática de Georgia se convirtieron en independientes, y ambas reclamaron la región de los valles del Ajalkalaki y del Lori. Ambos países se enfrentaron en la guerra georgiano-armenia del 13 el 31 de diciembre de 1918. Una mediación de los británicos y franceses en enero de 1919 confió la región a los georgianos, pero a condición de que los armenios participaran en el gobierno de la región. 
Tras la anexión de las dos repúblicas en la Unión Soviética, la cuestión fue nuevamente examinada y el 4 de julio de 1921 decidió (supuestamente bajo influencia de Stalin, que era entonces comisario del pueblo responsable de las nacionalidades) que pertenecería a Georgia. La minoría musulmana restante en Yavajetia, también conocida como turcos mesjetios, fue deportada a Uzbekistán en 1944 durante el régimen de Stalin.
En 1995, los distritos de Ajalkalaki y Ninotsminda, que comprenden el territorio histórico de Yavajetia, se fusionaron con la tierra vecina de Mesjetia para formar una nueva región administrativa, la región de Mesjetia-Yavajetia. Los armenios forman la mayoría étnica en la región y desde la independencia, muchos dujobores han emigrado a Rusia. A la región también han llegado refugiados climáticos de Ayaria.
Entre 2006 y 2011, se mejoraron 220 kilómetros de la carretera de Baja Iberia a Mesjetia-Yavajetia como parte de un programa de la Cuenta del Desafío del Milenio de Estados Unidos para vincular más eficazmente la región con el resto de Georgia. En años más recientes, se ha construido una línea ferroviaria entre Kars (Turquía) y Bakú (Azerbaiyán), a través de la región, que se inauguró en 2017. La población armenia de Yavajetia se opuso a este ferrocarril. vínculo porque excluye y aísla a Armenia. Sin embargo, ya existe otro ferrocarril que une Georgia, Armenia y Turquía, la línea ferroviaria Kars-Guiumri-Tiflis, pero debido al bloqueo turco de Armenia desde 1993, el ferrocarril no está operativo.

## Demografía
En enero de 2020, la población total de Mingrelia-Yavajetia es de 152.100 personas. Los armenios constituyen la mayoría de la población de Javakheti. Según el censo de Georgia de 2014, el 93% (41.870) de los habitantes del municipio de Ajalkalaki y el 95% (23.262) del municipio de Ninotsminda eran armenios, quedando sólo un pequeño número de georgianos étnicos y griegos del Cáucaso.

## Príncipes de Yavajetia y de Calarzene

### Cosròides o Guarámides
- 588 - 590  : Guaram I , Príncipe-Primado de Iberia;
- 590 - 627  : Esteban I , Príncipe-Primado de Iberia;
- 627 - 693  : Guaram II , Príncipe-Primado de Iberia;
- 693 - 748  : Guaram III el Joven , Príncipe-Primado de Iberia;
- 748 - ??? : Guaram IV o Gurgen II  ;
- ??? - 786  : Esteban II , Príncipe-Primado de Iberia.

### Bagrátida
- 786 - 807  : Adarnase I;
- 807 - 830  : Ashot I el Grande, Príncipe de Iberia;
- 830 - 881  : Guaram V  ;
- 881 - 888  : Narses I .